# 薩拉達斯 (科連特斯省)
28°15′S 58°37′W / 28.250°S 58.617°W

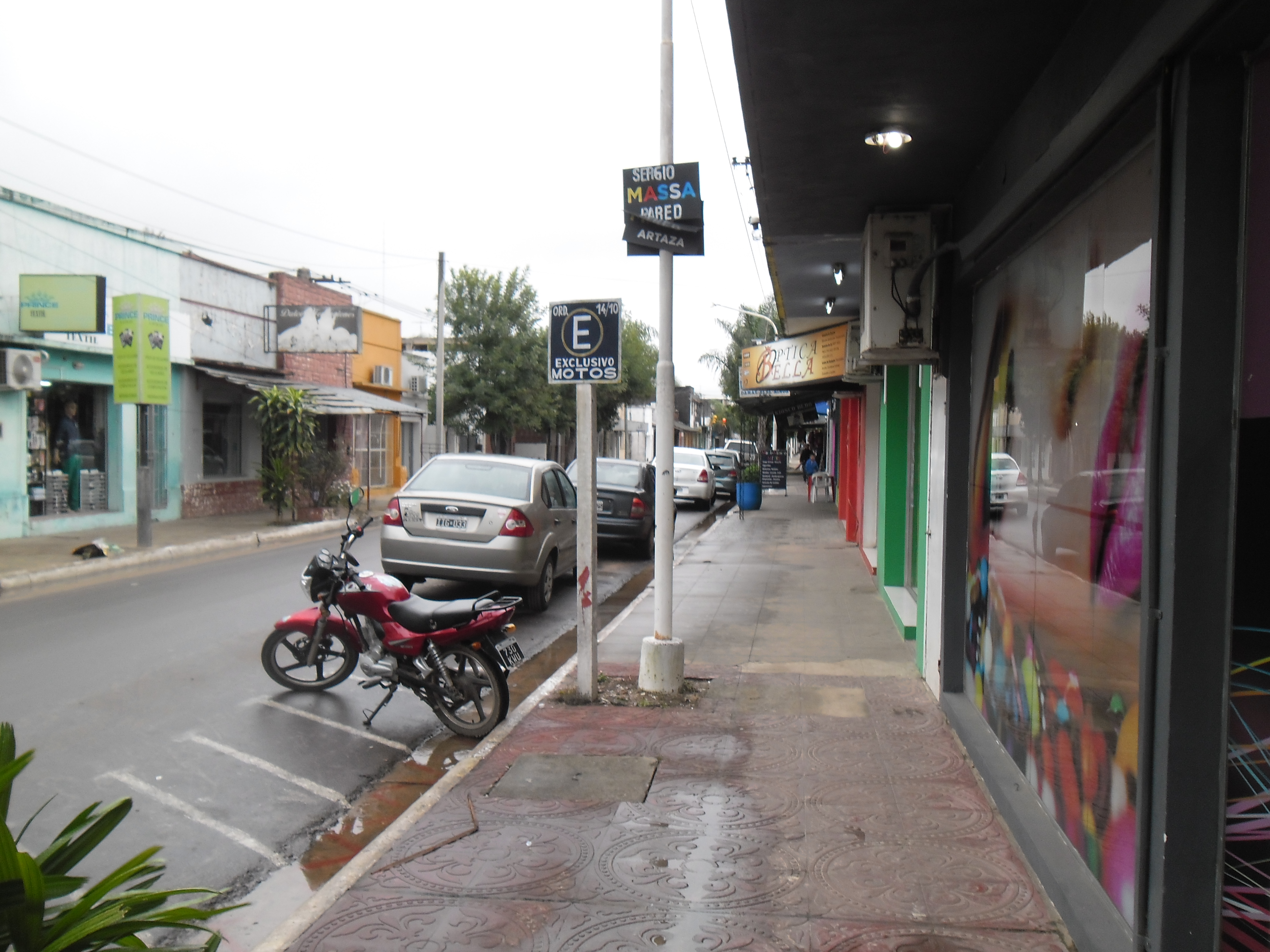
薩拉達斯

薩拉達斯（西班牙語：Saladas），是阿根廷的城鎮，位於該國北部科連特斯省，是薩拉達斯縣的首府，距離科連特斯97公里，始建於1732年11月19日，海拔高度77米，2010年人口12,864。